# 鷲崎健・橋本和 王様とラッパ
『鷲崎健・橋本和 王様とラッパ』（わしざきたけし はしもとのどか おうさまとラッパ）は、2022年1月2日からラジオ関西の「アニたまどっとコム」にて放送されているラジオ番組。

## 概要
本番組を放送するラジオ関西の本社がある神戸市出身でもあるミュージシャンの鷲崎健と、声優の橋本和がパーソナリティを務めるラジオ番組。鷲崎が「番組の王様」、橋本が「らぱぱちゃん」として、リスナーから届いたメールをテーマとして、好きなことを喋るトークバラエティである。なお、本番組ではコーナーは設けられていない。
鷲崎と橋本がラジオ関西の番組でパーソナリティを務めるのは2012年7月から2016年3月まで同じく「アニたまどっとコム」枠で放送された『鷲崎健の王様は退屈じゃ!』以来、6年2か月ぶりである。
2022年2月にニコニコチャンネルプラスにて本番組のチャンネルが開設された。これを記念した映像付き特番が同月11日にニコニコチャンネルプラスで生配信された。
放送開始から2022年3月26日までは日曜0:30 - 1:00（土曜深夜）に放送されていた。2022年4月2日からは1時間繰り上げの土曜23:30 - 翌0:00に変更された。

## ゲストおよび代演
- #56（2023年1月21日放送分）：小田さくら（モーニング娘。"22）
- #73（2023年5月20日放送分）：西條和（22/7）、白沢かなえ（22/7）
- #104（2023年12月23日放送分）：エルシャラカーニ
- #110（2024年2月3日放送分）：平野綾[注 1]
- #113（2024年2月24日放送分）：橋本が体調不良のため休演、代わりに橋本と同じ事務所の西沢たかねと湊千春が出演した。
- #114（2024年3月2日放送分）： #113と同じく橋本の体調不良のため、橋本と同じ事務所の高杉理奈が出演した。
- #116（2024年3月16日放送分）：橋本と古くからの友人である岩橋由佳がゲスト出演した。
- #157･#158（2024年12月28日,2025年1月4日放送分）：鷲崎の友人である内田稔がゲスト出演した。
- #183（2025年6月28日放送分）：宮本佳林
- #185（2025年7月12日放送分）：橋本の実弟がゲスト出演した。

## 放送局・配信元
| 放送対象地域 | 放送局         | 放送時間                     | 放送期間        | 備考                                                     |
| ------------ | -------------- | ---------------------------- | --------------- | -------------------------------------------------------- |
| 兵庫県       | ラジオ関西     | 土曜 23:30 - 翌0:00          | 2022年1月2日 -  | 制作局 2022年3月26日までは日曜 0:30 - 1:00（土曜深夜）。 |
| 栃木県       | 栃木放送       | 日曜 0:00 - 0:30（土曜深夜） | 2022年4月2日 -  |                                                          |
| 岐阜県       | 岐阜放送ラジオ | 木曜 23:30 - 翌0:30          | 2022年10月4日 - | 2023年9月26日までは火曜 18:00 - 18:30。                  |

インターネット配信
- ニコニコチャンネル

「アニたまどっとコム」にて土曜23:30に更新（2022年3月27日までは日曜0:30に更新）。最新の配信回を1週間は無料配信。
- ニコニコチャンネルプラス

「鷲崎健・橋本和 王様とラッパチャンネル」に加入すると、過去に放送されたアーカイブや会員限定パートを聴くことができる。また、不定期で映像付き特番が生配信されることがある。

## ニコニコチャンネルプラス
- 「鷲崎健・橋本和 王様とラッパ」チャンネル開設記念ニコ生

2022年2月11日 20:00 - 21:30
ゲスト：Machico、三澤紗千香
- 鷲崎健・橋本和 王様とラッパ 〜秋の生配信2022〜

2022年9月23日 20:00 - 21:30
ゲスト：渕上舞、高田憂希
- 鷲崎健・橋本和 王様とラッパ 〜モー娘。について語りたい生配信〜

2023年2月24日 20:00 - 21:30
ゲスト：高柳知葉、亜咲花

## アニたまSHOP番組グッズ
- 王様とラッパ番組1周年SP（ストリーミング形式のみ）〜江の島アゲイン〜（発売：2023年1月14日）

ダウンロードカードは完売。 王様とラッパチャンネルでのストリーミング形式でのデジタル販売。
- 「夏雲color 」ダウンロードカード（発売：2023年12月4日）

収録内容：夏雲color / 橋本和 作詞・作曲：鷲崎健 / 編曲：学園祭学園（WAVファイル）、動画コンテンツ 約21分（MP4ファイル）、鷲崎健によるデモ歌唱音声（MP3ファイル）、レコーディング映像 約71分（MP4ファイル）、鷲崎健のアコギ演奏ver動画 約6分（MP4ファイル）、ジャケット撮影映像 約3分（MP4ファイル）、ジャケ写から惜しくも漏れた写真50点（ZIPファイル）
- ターザンTシャツ（発売：2024年2月3日）

イラストは橋本和。サイズはM・L・XL・XXL。
- ラッパマフラータオル（発売：2024年2月3日）

サイズは約110cm×20cm。

## 番組イベント
- 鷲崎健・橋本和 王様とラッパ 2周年スペシャル 〜歌え、橋本、この1曲!〜

日時：2024年2月3日（土） 第1部 13:00開演、第2部 16:30開演 場所：科学技術館サイエンスホール
ゲスト：学園祭学園（両部）演奏のみ、エルシャラカーニ（第1部）、内田稔（第2部）

## 不祥事
2024年6月21日、ラジオ関西は自社のHPにて、当該番組の中で番組スタッフがリスナーを装って自作していたメールを紹介していたと発表した。また翌日6月22日の同番組のオンエア冒頭に於いても同内容の報告と謝罪をアナウンスした。